# Eucumbene Snowy
Der Eucumbene-Snowy ist ein Tunnel des Snowy-Mountains-Systems mit einer Länge von 23,5 Kilometern und einem maximalen Durchmesser von 6,35 Metern, in dem Wasser durchgeleitet wird. Es handelt sich um den längsten Tunnel des Systems, einem der Haupttunnel. Das gesamte Tunnelsystem in den australischen Snowy Mountains in New South Wales beträgt 145 Kilometer.
Das Wasser des Snowy River, das in das Wasserreservoir Island Bend Pondage eingespeist wird, leitet der Tunnel zum Lake Eucumbene, und sofern es für Island Bend benötigt wird, kann es durch den Snowy-Geehi Tunnel dorthin fließen.
Die Bauzeit für den Tunnel betrug vier Jahre. Da die Snowy Mountains zum größten Teil aus Granit bestehen, musste die Tunnelanlage mit Bohrwerkzeugen hergestellt werden. In dem Tunnel gab es ein stählernes Arbeitsgerüst mit drei Arbeits-Plattformen. Für jede Plattform gab es einen hydraulischen Vortrieb auf Schienen, und auf den Plattformen wurde mit Bohrgeräten und anderen Gerätschaften gearbeitet, um den Tunnel voranzutreiben. In das Felsdach des Tunnels wurden zur Unterstützung Stahl-Zuganker in unterschiedlicher Länge eingebaut, damit diese nicht einstürzen kann.
Beim Tunnelbau im Snowy-Mountains-System soll im Jahre 1963 ein Weltrekord aufgestellt worden sein, als 165 Meter im Snowy-Geehi Tunnel in einer Zeitdauer von einer Woche hergestellt wurden.